# (5797) Bivoj
(5797) Bivoj est un astéroïde Amor découvert le 1er janvier 1980 par l'astronome tchèque Antonín Mrkos à Klet.

## Caractéristiques
Sa distance minimale d'intersection de l'orbite terrestre est de 0,069 797 ua.